# Collina Torinese
Le  Collina Torinese est un vignoble italien de la région Piémont doté d'une appellation DOC depuis le 14 octobre 1999. Seuls ont droit à la DOC les vins récoltés à l'intérieur de l'aire de production définie par le décret. 

## Aire de production
Les vignobles autorisés se situent en province de Turin dans les communes Andezeno, Arignano, Baldissero Torinese, Brozolo, Brusasco, Casalborgone, Castagneto Po, Castiglione Torinese, Cavagnolo, Chieri, Cinzano, Gassino Torinese, Lauriano, Marentino, Mombello di Torino, Moncalieri, Montaldo Torinese, Monteu da Po, Moriondo Torinese, Pavarolo, Pecetto Torinese, Pino Torinese, Riva presso Chieri, Rivalba, San Raffaele Cimena, San Sebastiano da Po, Sciolze et Verrua Savoia.
Le vignoble est l’un des derniers vins à avoir été reconnus D.O.C. au Piémont et sert essentiellement à proteger des spécialités locales telle que le cépage rare Pelaverga. 

## Superficie
Superficie plantée en vignes, en hectares:
- Barbera 4,95;
- Bonarda piemontese 0,30;
- Malvasia di Schierano 0,27;
- Pelaverga 0,86;
- rosso (Freisa, …) 1,56.

## Vins, appellations
Sous l’appellation, les vins suivants sont autorisés :
- Collina Torinese rosso. Le type Rosso peut porter sur l’étiquette la mention Novello s’il est produit selon la réglementation en vigueur pour les vins nouveaux.
- Collina Torinese Barbera
- Collina Torinese Bonarda
- Collina Torinese Malvasia
- Collina Torinese Pelaverga